# Кенгур без граница (такмичење)
„Кенгур без граница” je међународно такмичење из математике. Одржава се у организацији истоименог удружења.

## Циљ такмичења
Основни циљ такмичења „Кенгур без граница” је популаризација математике. Циљ такмичења је и повећање интересовања за математику и природне науке, као и степена логичког и комбинаторног мишљења, разумевања текстова и примене стеченог математичког знања.

## Mеђународно такмичење
Ученици у целом свету, у преко 70 држава, у исто време размишљају о истим проблемима и решавају исте задатке. 

## Време одржавања такмичења
Јединствено је у целом свету: трећи четвртак у марту, у 10 часова.

## Учесници
Ученици од 1. разреда основне до 4. разреда средње школе у следећим категоријама:
- А: ученици основних школа;
- K1: друштвени смер гимназије, језичке гимназије, стручне школе III степена;
- K2: стручне школе IV степена (тј. Сви они који имају математику све 4 године са бар 3 часа недељно);
- K3: природно математички и општи смер гимназије и специјалне математичке гимназије.

## Опис такмичења
„Кенгур без граница” је тест такмичење. Награде се додељују после финалног такмичења. Сваки задатак има 5 понуђених одговора од којих је само један тачан. Тест садржи 30 задатака са три степена тежине (по 10 задатака) које ученици од 5. разреда основне школе до 4. разреда средње школе раде 90 минута.
Ученици 1.и 2. разреда основне школе добијају 18 занимљивих задатака, подељених у три групе по 6 задатака, које треба да реше за 60 минута.
Ученици 3.и 4. разреда основне школе треба да одговоре на 24 питања за 75 минута и за њих су задаци подељени по тежини на групе пo 8 задатака.

### Начин бодовања
Тачни одговори за прву трећину (првих 6, 8 или 10) задатка вреде по 3 бода, за другу трећину по 4 бода, а за трећу трећину по 5 бодова. Ако ученик означи нетачан одговор, одузима му се четвртина бодова предвиђених за тај задатак, а ако не означи ниједан одговор, то решење вреди 0 бодова. Добијени збир се повећава за 30 бодова (за ученике 1. и 2. разреда основне школе за 18, а за ученике 3. и 4. разреда за 24 бода), тако да не буде ученика са негативним збиром бодова. Максималан број бодова је 150 (за ученике 1. и 2. разреда 90, а за ученике 3. и 4. разреда 120).

## Типови задатака
Примери задатака са прошлогодишњих такмичења доступни су на сајту Друштва математичара.

## Награђени
Првих 30 ученика сваког разреда основних школа (укупно 240 ученика), као и првих 10 ученика сваког разреда по категоријама (по разреду 30 ученика) средњих школа (укупно 120) позивају се на финално такмичење, где се одређује коначан пласман. Организатор има право да, на основу броја пријављених ученика, мења број учесника финалног такмичења. Финално такмичење се одржава на Природно-математичком факултету у Крагујевцу. Првих најмање 10%, а највише 15% најбољих такмичара, у сваком разреду и у свакој од категорија, добија признање Друштва математичара Србије за постигнути резултат.

## Језик такмичења
Осим на српском језику (са ћириличним или латиничним писмом), задаци се могу радити и на мађарском, румунском и хрватском језику, о чему се треба изјаснити приликом пријаве.

## Реферeнце
1. ↑  „Kangourou sans Frontières”. aksf.org (на језику: словеначки). Архивирано из оригинала 08. 02. 2019. г. Приступљено 2019-02-06.
2. ↑  https://dms.rs/kengur/o-takmicenju/
3. 1 2  „Друштво математичара Србије”. dms.rs (на језику: српски). Приступљено 2019-02-06.